# 南平杜鹃
南平杜鹃（学名：Rhododendron nanpingense）为杜鹃花科杜鹃花属下的一个种。

## 扩展阅读
- 維基物種上的相關：南平杜鹃